# Утегалиев, Исхак Махмудович
Исках Махмудович Утегалиев (1931—2014) — советский и казахстанский государственный и общественный деятель, первый министр рыбного хозяйства Казахской ССР (1965—1980),  заслуженный работник промышленности Казахстана (1989), руководитель союзной инспекции по охране и воспроизводству биологических ресурсов в водоемах Казахстана (1980—1994), ветеран трудового фронта в период Великой Отечественной войны, персональный пенсионер союзного значения, Почетный гражданин Атырауской области (2007).

## Образование
Родился в селе Манаш Исатаевского района Атырауской области в семье рыбака-колхозника (06.01.1931). Окончил:
- ·Гурьевский рыбопромышленный техникум (1947—1951)

- ·Астраханский технический институт рыбной промышленности и хозяйства (1954—1959) по специальности «Промышленное рыболовство»

## Трудовая деятельность
- Трудовой путь начал рыбаком в рыболовецком колхозе «Кызыл балык» Исатаевского района Атырауской области (1946—1947).

- После окончания Гурьевского (Атырауского) рыбопромышленного техникума работал помощником мастера цеха по постройке орудий лова (1951—1952), затем начальником колонны ставных неводов, сейнерной колонны при Базе морского лова Волго-Каспийского Гостреста Астраханской области (1953—1954).

- Заместитель начальника отдела рыболовства и колхозов Управления рыбной промышленности Гурьевского совнархоза (1959—1962)

- Главный инженер и начальник Управления рыбной промышленности Гурьевской и Мангыстауской областей (1962—1965).

- Министр рыбного хозяйства Казахской ССР (1965—1980)

- Начальник Казахского бассейного управления по охране и воспроизводству рыбных запасов и регулированию рыболовства (Казахрыбвод) (1980—1994).

- Избирался депутатом Верховного Совета Казахской ССР трех созывов, членом ревизионной комиссии ЦК Компартии Казахстана.

15 сентября 2014 года Утегалиев Исках Махмудович ушел из жизни на 84-м году.

## Награды
Награжден Орденами «Трудового Красного знамени», «Знак Почета», 9 медалями, в том числе «За трудовую доблесть», «За доблестный труд в Великой Отечественной войне 1941-1945 гг.», «Ветеран труда», а также Почетными Грамотами Верховного Совета КазССР, Почетными Грамотами Минрыбхоза СССР, Почетной Грамотой Первого президента РК Н. А. Назарбаева. Присвоено почетное звание «Заслуженный работник промышленности Казахстана» (1989), является Почетным гражданином Атырауской области (2007).

## Семья
Супруга — Утегалиева Галина Ивановна (1931 г.р.), терапевт, кардиолог, кандидат медицинских наук; дети — Сауле, заслуженный деятель РК, доктор искусствоведения, профессор КНК им. Курмангазы; Зауре (Сеитова), скрипачка, доцент КазНУИ; Саин, юрист; Булат, врач-уролог, хирург (1968—2022).

## Память
В 2021 г. на доме, где проживал И. М. Утегалиев установлена памятная доска
В г. Атырау названа улица в честь И. М. Утегалиева

## Книги
- Өтеғалиев Ы. Жылдар мен жолдар. Алматы: Дәуір, 2000. — 158 б.
- Утегалиев И. Годы моей жизни. Алматы: Дайк-Пресс, 2010. — 200 с.

## О нем
- ·       На белом пароходе по волнам Каспия. Алматы: Дайк-Пресс, 2015. – 224 с.
- ·       Киреев М.  Светлая память о Человеке // Казахстанская правда. 07.02.2019. № 25 (28902). С. 9.
- ·       Шалахметов Г. На волне памяти // Казахстанская правда. 8.09.2017 г. № 172 (28551). С. 14.
- ·       Джамалова В. Судьба рыбака // Казахстанская правда, 10.07.2015. № 130 (28006). С. 18.
- ·       Нургалиева З. Пути-дороги министра //Прикаспийская коммуна.  07.02 2015. № 14 (19785). С. 12.
- ·       Әмірова Г. Балықшыдан министрге дейінгі жол  // Атырау. Обыстық Қоғамдық саяси газет. 10 ақпан, 2015 ж. № 15 (19848). 11 б.
- ·       Валуйская Н.  Судьбы и дороги Искаха Утегалиева //Казахстанская правда . 11.02.2011.           № 50-51 (26471-26472). С. 25.
- ·       Малахова О. О рыбаке и рыбках // Казахстанская правда. 28.04.2006. С. 13.